# Samtgemeinde Siedenburg
In der Samtgemeinde Siedenburg aus dem niedersächsischen Landkreis Diepholz haben sich fünf Gemeinden zur Erledigung ihrer Verwaltungsgeschäfte zusammengeschlossen.

## Geografie

### Geografische Lage
Die Samtgemeinde liegt am östlichen Rand des Landkreises Diepholz zwischen den Städten Sulingen und Nienburg.

### Samtgemeindegliederung
- Borstel
- Maasen
- Mellinghausen
- Siedenburg Flecken
- Staffhorst

## Politik

### Samtgemeinderat
Der Rat der Samtgemeinde Siedenburg besteht aus 14 Ratsfrauen und Ratsherren. Dies ist die festgelegte Anzahl für eine Gemeinde mit einer Einwohnerzahl zwischen 3.001 und 5.000 Einwohnern. Die Ratsmitglieder werden durch eine Kommunalwahl für jeweils fünf Jahre gewählt. Neben den 14 in der Samtgemeindewahl gewählten Mitgliedern ist außerdem der amtierende Samtgemeindebürgermeister im Rat stimmberechtigt.
Aus den Ergebnissen der vergangenen Samtgemeindewahlen ergaben sich folgende Sitzverteilungen:
| Wahljahr | CDU                                                                              | FWG | SPD | Gesamt   |
| -------- | -------------------------------------------------------------------------------- | --- | --- | -------- |
| 2021     | 8                                                                                | 4   | 2   | 14 Sitze |
| 2016     | 8                                                                                | 3   | 3   | 14 Sitze |
|          | __________________________ FWG: Freie Wählergemeinschaft Samtgemeinde Siedenburg |     |     |          |

### Samtgemeindebürgermeister
Seit 1. Juli 2014 ist Rainer Ahrens Samtgemeindebürgermeister. Bei der letzten Bürgermeisterwahl 2021 wurde er ohne Gegenkandidaten mit 69,57 Prozent der Stimmen im Amt bestätigt. Die Wahlbeteiligung lag bei 67,7 Prozent.
Liste bisherige Amtsinhaber:
- 2004–2013: Dirk Rauschkolb (parteilos)
- seit 2014: Rainer Ahrens (parteilos)

### Wappen
Blasonierung: Unter durch Zinnenschnitt abgeteiltem schwarzen Schildhaupt mit einer goldenen Waage in Gold zwei aufrechte abgewendete, durch Brustfell verbundene, rotbewehrte schwarze Bärentatzen.

## Wirtschaft und Infrastruktur

### Verkehr
- Straße: Im Süden der Samtgemeinde verläuft die Bundesstraße 214 (Nienburg–Sulingen). Die Landesstraße 352 verbindet die B 214 bei Maasen mit der B 6 (Bremen–Nienburg) zwischen Asendorf und Wietzen.

- Bahn: Der nächstgelegene Bahnhof befindet sich in Nienburg, etwa 22 km von Siedenburg entfernt.

- Flughäfen: Bis zum Bremer Flughafen sind es etwa 54 km. Der Flughafen Hannover liegt etwa 70 km südöstlich von Siedenburg.